# Szőnyi István (festő, 1913–1967)
Szőnyi István, Ştefan (Bánlak, 1913. július 20. – Bukarest, 1967. december eleje) festő, a Román Népköztársaság állami díjas és érdemes művésze.

## Életútja
Tanulmányait Temesvárott és Párizsban végezte, majd 1947-ben Budapesten grafikai szaktanfolyamon vett részt. 1945 után agitatív politikai plakátok készítésével foglalkozott. Művei között több szocialista szellemű történeti kép (pl. Illegális nyomda, Varga Katalin a torockói jobbágyok folyamodását írja), alakos kompozíciók és arcképek is megtalálhatóak. Képeit kiállította Románián kívül Szófiában, Berlinben, Párizsban, Moszkvában, Velencében és Budapesten is. Jeles képviselője a romániai szocialista realista festészetnek. Művészetére jellemző a forradalmi romantika hangulata és a monumentalitásra való törekvés. Tanított a bukaresti művészeti főiskolán, s több művészeti kitüntetés birtokosa volt.